# De Cala de Ses Ortigues a cala Estellencs
De Cala de Ses Ortigues a cala Estellencs este o arie protejată (arie specială de conservare — SAC, sit de importanță comunitară — SCI) din Spania întinsă pe o suprafață de 858,15 ha, integral pe uscat.

## Localizare
Centrul sitului De Cala de Ses Ortigues a cala Estellencs este situat la coordonatele 39°38′28″N 2°27′10″E / 39.641°N 2.4527°E.

## Înființare
Situl De Cala de Ses Ortigues a cala Estellencs a fost declarat sit de importanță comunitară în aprilie 2004 pentru a proteja 1 specie de plante și 14 specii de animale. Situl a fost protejat și ca arie specială de conservare în mai 2015.

## Biodiversitate
Situată în ecoregiunea mediteraneană, aria protejată conține 6 habitate naturale: Ape puternic oligomezotrofe cu vegetație bentonică cu Chara spp., Pante stâncoase calcaroase cu vegetație casmofită, Izvoare petrifiante cu formare de travertin (Cratoneurion), Tufărișuri termo-mediteraneene și de pre-deșert, Păduri de Olea și Ceratonia, Galerii și tufărișuri riverane sudice (Nerio-Tamaricetea și Securinegion tinctoriae).
La baza desemnării sitului se află mai multe specii protejate:
- plante (1): Paeonia cambessedesii
- păsări (13): pasărea ogorului (Burhinus oedicnemus), erete de stuf (Circus aeruginosus), egretă mică (Egretta garzetta), Falco eleonorae, șoim călător (Falco peregrinus), Galerida theklae, acvilă pitică (Hieraaetus pennatus), Larus audouinii, Larus genei, vultur pescar (Pandion haliaetus), Phalacrocorax aristotelis desmarestii, chiră de mare (Sterna sandvicensis), Sylvia sarda
- nevertebrate (1): croitorul mare al stejarului (Cerambyx cerdo)

Pe lângă speciile protejate, pe teritoriul sitului au mai fost identificate 31 de specii de plante.